# 维克 (卡尔瓦多斯省)
维克（法語：Vicques，法語發音：[vik] ⓘ）是法国卡尔瓦多斯省的一个市镇，属于卡昂区。

## 地理
维克（48°56'54"N, 0°4'36"W）面积2.66 平方千米，位于法国诺曼底大区卡爾瓦多斯省，该省份为法国西北部沿海省份，北濒大西洋英吉利海峡，东北与滨海塞纳省以海上边界相接，东临厄尔省，南至奧恩省，西与芒什省接壤。
与维克接壤的市镇（或旧市镇、城区）包括：贝尼耶尔达伊、若尔、卢瓦尼、莫尔托-库利伯夫。

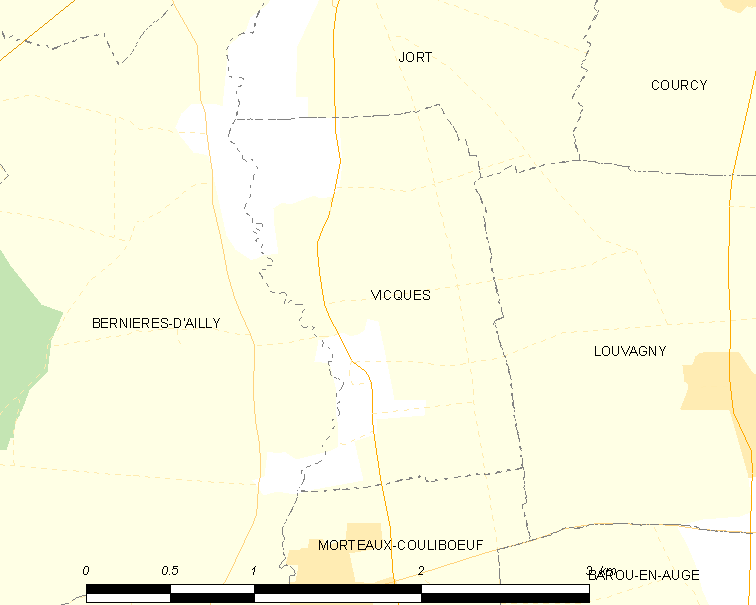
的OSM定位图

维克的时区为UTC+01:00、UTC+02:00（夏令时）。

## 行政
维克的邮政编码为14170，INSEE市镇编码为14742。

## 政治
维克所属的省级选区为法莱斯县。

## 人口

1962-2008年间人口变化图示

维克于2022年1月1日时的人口数量为69人。